# محوطه نسار
محوطه نسار مربوط به عصر آهن است و در شهرستان خرم‌آباد، بخش پاپی، دهستان کشور، منطقه تنگ قلا، ۲ک متری غرب دره نسو، جنوب مقبره جلال الدین محمد واقع شده و این اثر در تاریخ ۱۸ اسفند ۱۳۸۷ با شمارهٔ ثبت ۲۵۳۹۴ به‌عنوان یکی از آثار ملی ایران به ثبت رسیده است.